# Restio distichus
Restio distichus är en gräsväxtart som beskrevs av Christen Friis Rottbøll. Restio distichus ingår i släktet Restio och familjen Restionaceae. Inga underarter finns listade i Catalogue of Life.